# Le Guédeniau
Le Guédeniau ([lə ˈɡedənjo] ⓘ, vor 2010: Le Guédéniau) ist eine ehemalige Gemeinde mit 356 Einwohnern (Stand 1. Januar 2022) im französischen Département Maine-et-Loire in der Region Pays de la Loire. Sie gehörte zum Arrondissement Saumur. Die Bewohner werden Guedaniellissois und Guedaniellissoises genannt.
Der Erlass des Präfekten vom 10. Juli 2015 legte mit Wirkung zum 1. Januar 2016 die Eingliederung von Le Guédeniau als Commune déléguée gemeinsam mit 14 weiteren Orten zur Commune nouvelle Baugé-en-Anjou fest.

## Geografie

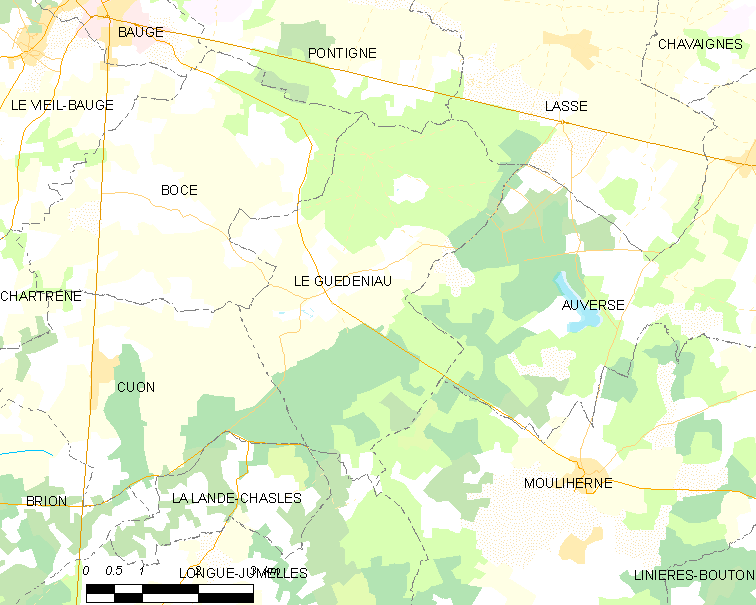
Karte von Le Guédeniau

Le Guédeniau liegt etwa 38 Kilometer östlich von Angers, etwa 60 Kilometer südsüdwestlich von Le Mans und etwa 26 Kilometer nördlich von Saumur in der Région naturelle des Baugeois. Das Ortsgebiet liegt am Rand des Pariser Beckens. Das Bodenrelief zeigt im Nordosten ein hügeliges, von der Forêt domaniale de Chandelais bedecktes Areal, in dessen Bereich mit 102 m die höchste Erhebung der Ortschaft zu finden ist, sowie im Südosten eine vom Waldgebiet Bois de l’Air bedeckte Hochebene mit Höhen bis 100 m. Das Zentrum liegt auf etwa 62 m Höhe und wird vom Flüsschen Brocard durchströmt.
Umgeben wird Le Guédeniau von vier Nachbargemeinden und drei Communes déléguées von Baugé-en-Anjou:
| Bocé (Commune déléguée)            | Pontigné (Commune déléguée)                 |                 |
| Cuon (Commune déléguée)            | Kompassrose, die auf Nachbargemeinden zeigt | Noyant-Villages |
| La Lande-Chasles (Berührungspunkt) | Longué-Jumelles                             | Mouliherne      |

## Geschichte
Le Guédeniau gilt als eine der ältesten Ortschaften im Anjou. Es hieß in gallo-römischer Zeit vadum danielis. Bereits um 250 n. Chr. verlief eine römische Straße auf ähnlicher Route wie heute die Departementsstraße D 58. Hier befand sich eine Furt (französisch gué) durch den Brocard. Im 11. Jahrhundert hieß die Ansiedlung erst Vadum, dann Guadum oder Guadom, im 14. Jahrhundert Vadum Danielis. 1793 hieß die Gemeinde noch Le Guedeniaud, 1801 Legué-de-Nieau.

## Bevölkerungsentwicklung
| Le Guédeniau: Einwohnerzahlen von 1793 bis 2020                                                                            | Le Guédeniau: Einwohnerzahlen von 1793 bis 2020 | Le Guédeniau: Einwohnerzahlen von 1793 bis 2020 | Le Guédeniau: Einwohnerzahlen von 1793 bis 2020 | Le Guédeniau: Einwohnerzahlen von 1793 bis 2020 |
| --- | ----------------------------------------------- | ----------------------------------------------- | ----------------------------------------------- | ----------------------------------------------- |
| Jahr |                                                 |                                                 |                                                 | Einwohner                                       |
| 1793 | 1793                                            |                                                 | 700                                             | 700                                             |
| 1800 | 1800                                            |                                                 | 547                                             | 547                                             |
| 1806 | 1806                                            |                                                 | 663                                             | 663                                             |
| 1821 | 1821                                            |                                                 | 940                                             | 940                                             |
| 1831 | 1831                                            |                                                 | 903                                             | 903                                             |
| 1841 | 1841                                            |                                                 | 912                                             | 912                                             |
| 1846 | 1846                                            |                                                 | 916                                             | 916                                             |
| 1851 | 1851                                            |                                                 | 864                                             | 864                                             |
| 1856 | 1856                                            |                                                 | 883                                             | 883                                             |
| 1861 | 1861                                            |                                                 | 836                                             | 836                                             |
| 1866 | 1866                                            |                                                 | 825                                             | 825                                             |
| 1872 | 1872                                            |                                                 | 755                                             | 755                                             |
| 1876 | 1876                                            |                                                 | 742                                             | 742                                             |
| 1881 | 1881                                            |                                                 | 736                                             | 736                                             |
| 1886 | 1886                                            |                                                 | 697                                             | 697                                             |
| 1891 | 1891                                            |                                                 | 713                                             | 713                                             |
| 1896 | 1896                                            |                                                 | 683                                             | 683                                             |
| 1901 | 1901                                            |                                                 | 679                                             | 679                                             |
| 1906 | 1906                                            |                                                 | 664                                             | 664                                             |
| 1911 | 1911                                            |                                                 | 635                                             | 635                                             |
| 1921 | 1921                                            |                                                 | 548                                             | 548                                             |
| 1926 | 1926                                            |                                                 | 564                                             | 564                                             |
| 1931 | 1931                                            |                                                 | 529                                             | 529                                             |
| 1936 | 1936                                            |                                                 | 506                                             | 506                                             |
| 1946 | 1946                                            |                                                 | 512                                             | 512                                             |
| 1954 | 1954                                            |                                                 | 466                                             | 466                                             |
| 1962 | 1962                                            |                                                 | 421                                             | 421                                             |
| 1968 | 1968                                            |                                                 | 392                                             | 392                                             |
| 1975 | 1975                                            |                                                 | 314                                             | 314                                             |
| 1982 | 1982                                            |                                                 | 301                                             | 301                                             |
| 1990 | 1990                                            |                                                 | 249                                             | 249                                             |
| 1999 | 1999                                            |                                                 | 292                                             | 292                                             |
| 2006 | 2006                                            |                                                 | 305                                             | 305                                             |
| 2013 | 2013                                            |                                                 | 357                                             | 357                                             |
| 2020 | 2020                                            |                                                 | 384                                             | 384                                             |
| Quelle(n): EHESS/Cassini bis 1999, INSEE ab 2006 Anmerkung(en): Ab 1962 offizielle Zahlen ohne Einwohner mit Zweitwohnsitz |                                                 |                                                 |                                                 |                                                 |

## Kultur und Sehenswürdigkeiten
- Die Pfarrkirche Saint-Germain stammt aus dem 12. Jahrhundert. Sie ist aus rotem und rosafarbenem Tuffstein erbaut. Im romanischen Chor sind fünf alte Glasfenster erhalten. Die Kirche ist eine Station an der Touristenstraße circuit des églises accueillantes en Anjou.
- Aus dem 15. Jahrhundert ist u. a. zwei Prioratsgebäude  der Benediktiner im Weiler Vendanger im Südosten des Ortsgebiets erhalten. Sie sind seit 1995 in Teilen als Monument historique eingeschrieben.
- Das Pfarrhaus wurde 1786 erbaut.
- Das Schloss im Weiler Monet datiert aus dem 16. Jahrhundert, Teile des Schlosses im Weiler Le Teil aus dem 15. Jahrhundert.
- Das Herrenhaus im Weiler Le Boulay wurde gegen Ende des 19. Jahrhunderts gebaut. Das Herrenhaus im Weiler Le Vieux Boulay datiert aus dem 15. Jahrhundert, das Herrenhaus im Weiler La Cache aus dem 16. Jahrhundert, das Herrenhaus im Weiler La Gouleuvre aus dem 15. oder 16. Jahrhundert.
- Zahlreiche Bauernhöfe und Häuser stammen aus dem 15. bis 19. Jahrhundert.